# Ubbo Emmiussingel

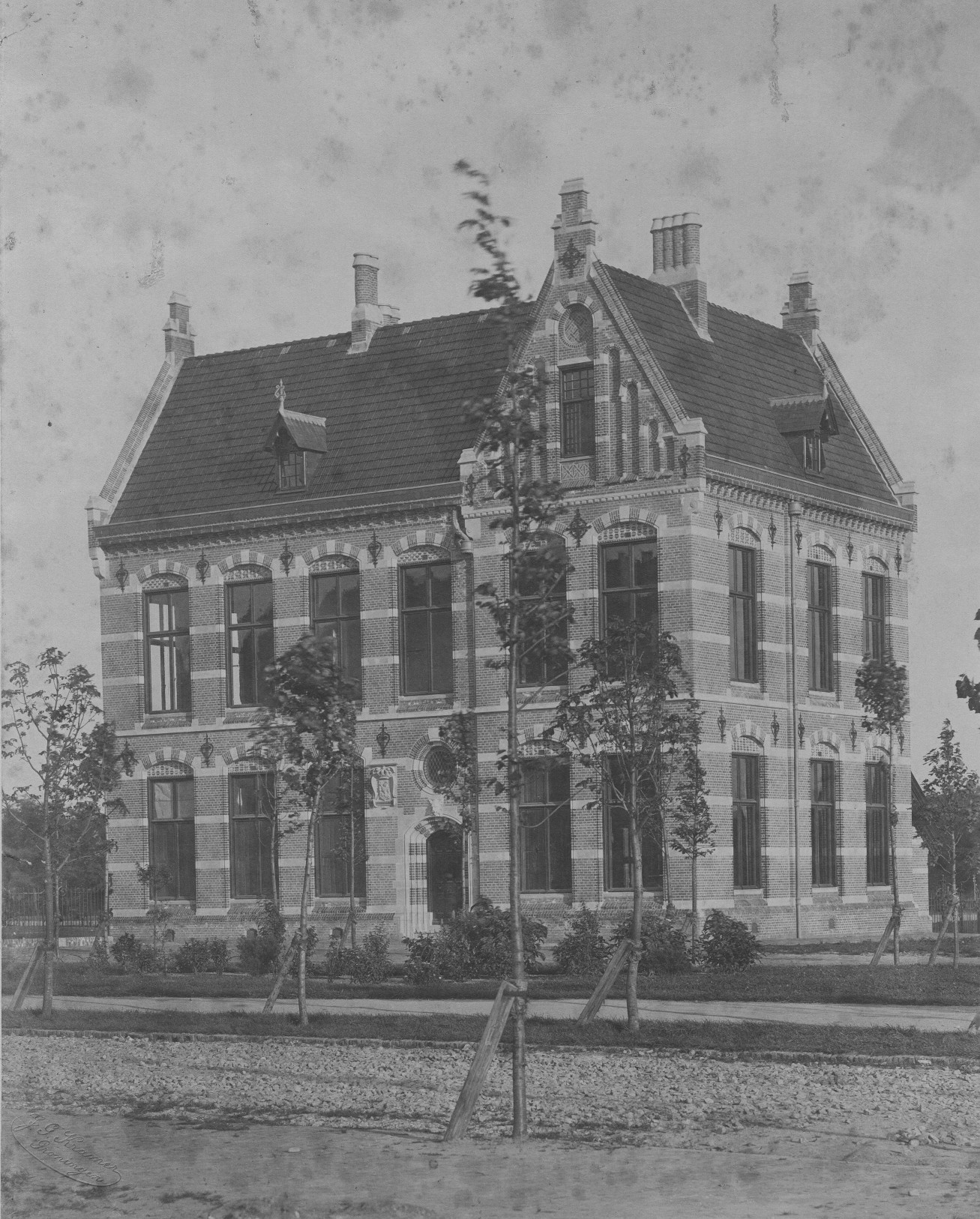
Het gebouw van het kadaster rond 1900. In 1945 verwoest bij de bevrijding van Groningen. Nu locatie Minervaflat (Ubbo Emmiussingel 64)

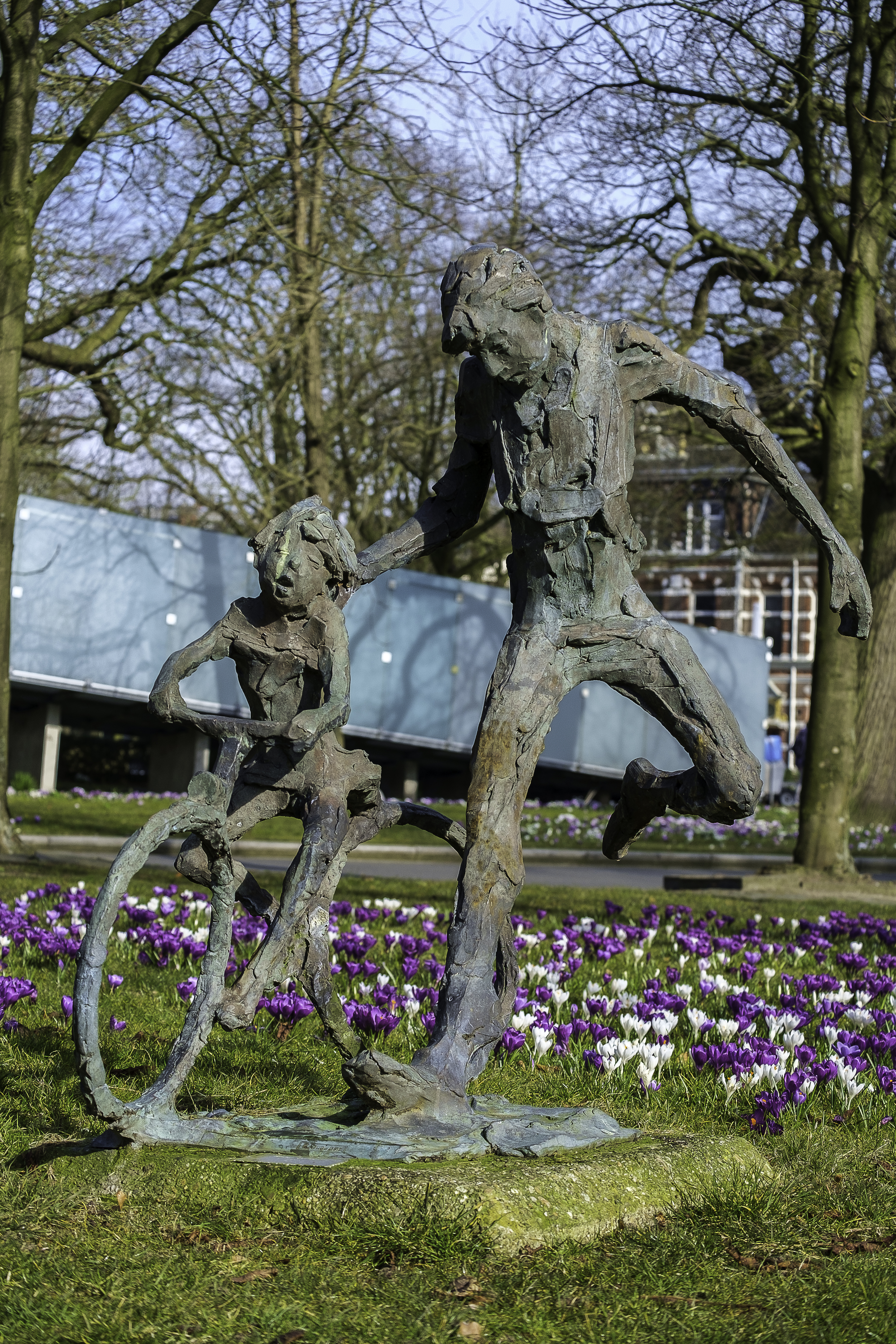
Het kunstwerk Fietsles van Kees Verkade nabij het Hereplein (1986)

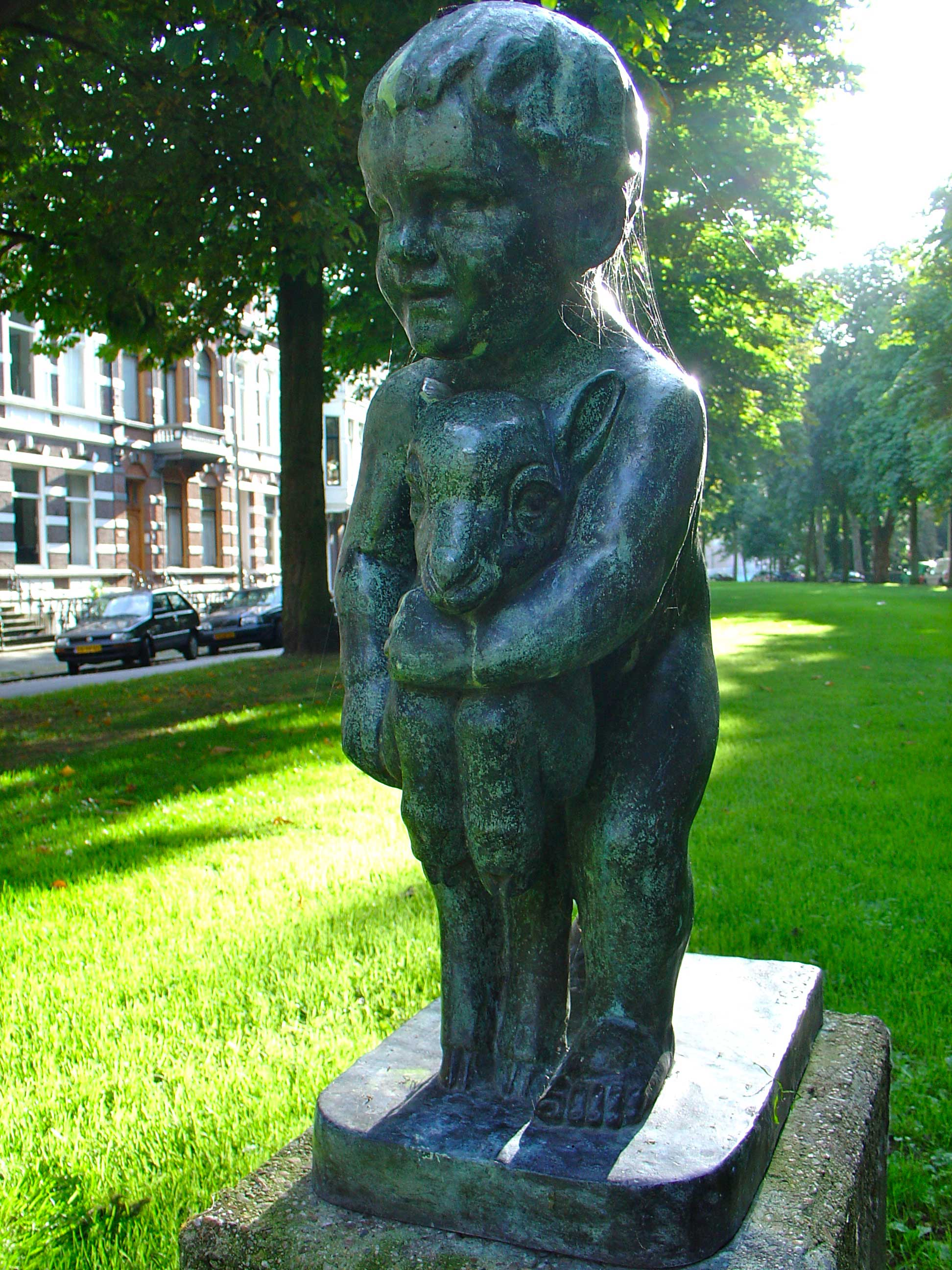
Het beeld Kind met lam (1955), dat in de middenberm van de Ubbo Emmiussingel staat. Het werd gemaakt door de beeldhouwster Fransje Carbasius (1885-1984).

De Ubbo Emmiussingel is een boomrijke singel aan de rand van het oude centrum van de stad Groningen. De straat maakt deel uit van de singelgordel die werd ontworpen nadat de invoering van de Vestingwet in 1874 de ontmanteling van de vestingwerken van Groningen mogelijk had gemaakt.
De singel loopt van het Emmaplein tot aan het Hereplein. De singel is genoemd naar aan Ubbo Emmius (1547-1625), de eerste rector magnificus van de Academie te Groningen, tegenwoordig de Rijksuniversiteit Groningen. Aan de zuidzijde van de singel, in het verlengde van de Ubbo Emmiusstraat, staat het Groninger Museum.
De bebouwing aan de Ubbo Emmiussingel bestaat voornamelijk uit grote panden, gebouwd aan het einde van de negentiende eeuw. Aan de noordzijde van de straat zijn de huizen onderdeel van dichte bouwblokken, aan de zuidzijde staan vrijstaande villa's.
Halverwege de singel, in de verbinding tussen Ubbo Emmiusstraat en Werkmanbrug, werd in 2016 een regenboogpad aangelegd.

## Monumenten
Ruim twintig panden aan de Ubbo Emmiussingel zijn aangewezen als rijksmonument, waaronder de art-nouveauvilla Huize Tavenier. Ook een siervaas op de middenberm heeft die status. Verder zijn zes panden tot gemeentelijk monument verklaard.
| Object                                                                                                  | Bouwjaar  | Architect         | Monument  | Afbeelding |
| --- | --------- | ----------------- | --------- | ---------- |
| Ubbo Emmiussingel 1-11 Appartementencomplex                                                             | 1951-'53  | H.J. van Wissen   | GM 104375 |            |
| Ubbo Emmiussingel 2 Villa in eclectische stijl                                                          | 1881      | G. Schnitger      | RM 486615 |            |
| Ubbo Emmiussingel 4-36 Flatgebouw met woningen, kantoren en praktijkruimte (Heeredwinger)               | 1951-'52  | F. Klein          | GM 104389 |            |
| Ubbo Emmiussingel 17 Herenhuis in neoclassicistische stijl                                              | 1884      |                   | RM 486504 |            |
| Ubbo Emmiussingel 19-21 Dubbel herenhuis in neo-maniëristische stijl                                    | 1883      | G. Schnitger      | RM 486511 |            |
| t.o. Ubbo Emmiussingel 19 Siervaas Ubbo Emmiussingel                                                    | ca. 1885  |                   | RM 486272 |            |
| Ubbo Emmiussingel 23 Herenhuis in eclectische stijl                                                     | 1885      |                   | RM 486521 |            |
| Ubbo Emmiussingel 25 Herenhuis in neoclassicistische stijl                                              | 1885      |                   | RM 486842 |            |
| Ubbo Emmiussingel 27 Herenhuis in neo-Empirestijl                                                       | 1886      |                   | RM 486529 |            |
| Ubbo Emmiussingel 29-35 Vier herenhuizen in eclectische stijl                                           | 1887      | N.W. Lit          | RM 486537 |            |
| Ubbo Emmiussingel 37 Herenhuis in eclectische stijl                                                     | 1886      |                   | RM 486561 |            |
| Ubbo Emmiussingel 41 Herenhuis in eclectische stijl                                                     | 1887-'88  | H.J. Dopheide     | RM 486568 |            |
| Ubbo Emmiussingel 41 Ubbo Emmiusstraat 34 Herenhuis in eclectische stijl                                | 1887-'88  | H.J. Dopheide     | RM 486933 |            |
| Ubbo Emmiussingel 43 Appartementencomplex                                                               | 1953-'54  | J.H. Jager        | GM 104376 |            |
| Ubbo Emmiussingel 51 Herenhuis in eclectische stijl                                                     | 1882/1902 | P. van de Wint    | RM 486577 |            |
| Ubbo Emmiussingel 53 Herenhuis in eclectische stijl                                                     | 1892      |                   | RM 486874 |            |
| Ubbo Emmiussingel 55 Herenhuis in eclectische stijl                                                     | 1888      | K. en H. Hoekzema | RM 486583 |            |
| Ubbo Emmiussingel 57 Herenhuis in eclectische stijl (Hof van Weena)                                     | 1890      |                   | RM 486589 |            |
| Ubbo Emmiussingel 59 Herenhuis in eclectische stijl                                                     | 1885      |                   | RM 486597 |            |
| Ubbo Emmiussingel 61                                                                                    | 1887      |                   | GM 103414 |            |
| Ubbo Emmiussingel 63                                                                                    | ca. 1890  |                   | GM 103415 |            |
| Ubbo Emmiussingel 65 Herenhuis in neo-Renaissancestijl                                                  | 1885      |                   | RM 486851 |            |
| Ubbo Emmiussingel 67 Herenhuis in neo-Renaissancestijl                                                  | 1885      |                   | RM 486939 |            |
| Ubbo Emmiussingel 69 Herenhuis in neo-Renaissancestijl                                                  | 1885      |                   | RM 486946 |            |
| Ubbo Emmiussingel 75 Herenhuis in eclectische stijl                                                     | 1885      |                   | RM 486859 |            |
| Ubbo Emmiussingel 77 Herenhuis in eclectische stijl                                                     | ca. 1895  |                   | GM 103418 |            |
| Ubbo Emmiussingel 79 Herenhuis in eclectische stijl                                                     | 1901-'02  | K. en G. Hoekzema | RM 486867 |            |
| Ubbo Emmiussingel 108 Villa in de stijl van de vernieuwings- architectuur van rond 1900 (Villa Heymans) | 1894      | H.P. Berlage      | RM 486621 |            |
| Ubbo Emmiussingel 110 Villa in Art Nouveaustijl (Huize Tavenier)                                        | 1904      | A.Th. van Elmpt   | RM 486627 |            |
| Ubbo Emmiussingel 112 Villa in eclectische stijl                                                        | 1895      | J.P. Hazeu        | RM 486835 |            |

Achter de Muur · 
Akerkhof · 
Akerkstraat · 
Broerstraat · 
Brugstraat ·
Bruine Ruiterstraat ·
Burchtstraat · 
Butjesstraat ·
Carolieweg ·
Coehoornsingel · 
Donkersgang · 
Driften · 
Emmaplein · 
Folkingestraat · 
Folkingedwarsstraat ·
Ganzevoortsingel · 
Gasthuisstraatje ·
Gedempte Kattendiep ·
Gedempte Zuiderdiep ·
Gelkingestraat ·
Grote Kromme Elleboog ·
Grote Markt ·
Guldenstraat ·
Guyotplein ·
Haddingestraat ·
Haddingedwarsstraat ·
Hardewikerstraat ·
Hereplein · 
Herebinnensingel ·
Heresingel ·
Herestraat ·
Hoekstraat ·
Hofstraat ·
Hoge der A ·
Hoogstraatje ·
Jacobijnerstraat ·
Kleine der A ·
Kattenhage ·
Kleine Kromme Elleboog ·
't Klooster ·
Kostersgang ·
Koude Gat ·
Kreupelstraat ·
Kwinkenplein ·
De Laan ·
Lage der A ·
Lopende Diep ·
Lutkenieuwstraat ·
Marktstraat ·
Martinikerkhof ·
Munnekeholm ·
Muurstraat ·
Naberstraat ·
Nieuwe Boteringestraat ·
Nieuwe Ebbingestraat ·
Nieuwe Kerkhof ·
Nieuwe Kijk in 't Jatstraat ·
Nieuwe Markt ·
Nieuwstad ·
Noorderhaven ·
Oosterstraat ·
Ossenmarkt ·
Oude Boteringestraat ·
Oude Ebbingestraat ·
Oude Kijk in 't Jatstraat ·
Papengang ·
Pausgang · 
Pelsterstraat ·
Peperstraat ·
Poelestraat ·
Praediniussingel ·
Rademarkt ·
Radesingel ·
Reitemakersrijge ·
Rode Weeshuisstraat ·
Schoolstraat · 
Schoolholm · 
Schuitemakersstraat ·
Schuitendiep · 
Sieboldsgang · 
Singelstraat · 
Sint Jansstraat ·
Sint Walburgstraat ·
Spilsluizen ·
Stationsstraat ·
Steentilstraat ·
Stoeldraaierstraat · 
Torenstraat · 
Turfstraat ·
Turfsingel ·
Turftorenstraat ·
Ubbo Emmiussingel ·
Vismarkt ·
Visserstraat ·
Waagstraat ·
Zoutstraat ·
Zwanestraat